# Sirtaki
Sirtaki sau syrtaki (în greacă συρτάκι) este un dans popular de origine greacă, coregrafiat de Giorgos Provias pentru filmul Zorba Grecul (1964). Este un dans popular grecesc de apariție recentă și un amestec de mișcări lente și rapide ale dansului hasapiko. Dansul și acompaniamentul muzical compus de Míkis Theodorakis sunt, de asemenea, numite Dansul lui Zorba.
Numele sirtáki provine de la cuvântul grecesc syrtos - de la σύρω (τον χορό), care înseamnă „trage (dansul)” -, un nume comun pentru un grup de dansuri tradiționale cretane caracterizate prin așa-numitul stil „tras”, spre deosebire de pidikhtos (πηδηχτός), un stil săltat. În ciuda acestui fapt, sirtaki încorporează atât elemente syrtos (în părțile mai lente), cât și elemente pidikhtós (în părțile mai rapide).